# Wang Shu (Diplomat)
Wang Shu (chinesisch 王殊, Pinyin Wáng Shū; * im Oktober 1924 in Changshu, Provinz Jiangsu, China; † 25. September 2020 in Peking, Volksrepublik China) war ein chinesischer Diplomat, Journalist und Politiker.

## Leben
Wang war Mitarbeiter der staatlichen Nachrichtenagentur Xinhua, zunächst als Kriegsreporter, dann als Auslandskorrespondent und Leiter von Xinhua-Niederlassungen in Pakistan, Guinea, Ghana, Mali und Kuba. 1969 kam er in die Xinhua-Niederlassung in Bonn. Er war Verhandlungsführer der chinesischen Seite bei den Verhandlungen über die Aufnahme diplomatischer Beziehungen zwischen der BRD und der VR China, die dann 1972 erfolgte.
Von 1974 bis 1976 war er Botschafter der Volksrepublik China in der Bundesrepublik Deutschland, danach von 1976 bis 1978 Chefredakteur der Zeitschrift Hóngqí (Rote Flagge) und von 1978 bis 1980 stellvertretender Außenminister der Volksrepublik China. Von 1980 bis 1985 war er Botschafter der Volksrepublik China in Österreich.
Von 1986 bis 1990 war er Direktor des China Institute of International Studies. In den 1990er Jahren war er Abgeordneter im Nationalen Volkskongress.

## Veröffentlichungen
- Maos Mann in Bonn. Vom Journalisten zum Botschafter, 2002, ISBN 978-3-7973-0818-4